# Aiman Dardari
 (août 2025).
Aiman Dardari, né le 21 mars 2005 à Luxembourg, est un footballeur international luxembourgeois qui évolue au poste de milieu offensif au FSV Mayence.

## Biographie

### Carrière en club
Né au Luxembourg, Aiman Dardari est formé dans son pays, entre le FC Victoria Rosport et Dudelange, avant d'arriver au FSV Mayence en 2021. Il commence par y jouer avec l'équipe des moins de 19 ans, à laquelle il permet de remporter la Bundesliga des moins de 19 ans 2022-23 : marquant le but qui donne l'avantage aux siens lors de la finale gagnée 4-2 contre Dortmund, le 23 avril 2023,.

### Carrière en sélection
En septembre 2023, Aiman Dardari est convoqué pour la première fois avec l'équipe nationale du Luxembourg. Il honore sa première sélection le 8 septembre 2023, lors d'un match de qualification à l'Euro 2024 contre l'Islande, qui se termine par une victoire 3-1.